# Lacour
Lacour é uma comuna francesa na região administrativa de Occitânia, no departamento de Tarn-et-Garonne. Estende-se por uma área de 14,33 km². Em 2010 a comuna tinha 175 habitantes (densidade: 12,2 hab./km²).